# ウイラード (1971年の映画)
『ウイラード』（Willard）は、1971年のアメリカ合衆国のサスペンス映画及び動物を扱ったパニック映画。『いちご白書』で人気スターとなったブルース・デイヴィソンが主演した。1972年には続編『ベン』が公開された。
2003年に『ウィラード』としてリメイクされているが、日本では劇場未公開でDVDスルーされた。

## ストーリー
主人公のウイラードは気弱で人付き合いが苦手な青年。父親は会社の社長だったが、アルという男に乗っ取られて死んだ。そしてウイラードは、アルが経営しているその会社に勤めていた。アルの執拗なイジメにあいながらも、年老いた母親ヘンリエッタとの生活を守る為、ウイラードは黙々と勤めを続けていた。同僚で恋人のジョーンだけが彼を支えていた。
ある休日、ウイラードは母親からネズミ退治を頼まれたが、殺す事が出来ず、密かにパン屑を与えて飼いはじめた。やがてウイラードはネズミたちを自由に動かす事を目指し、調教を始めた。そのネズミたちの中に、目だった印象の白いネズミと黒いネズミがいた。ウイラードは白いネズミをソクラテス、黒いネズミをベンと名づけて可愛がり、やがて会社にも連れて行くようになった。だが、倉庫に隠していた2匹のうちソクラテスが見つかってしまい、アルに撲殺されてしまった。ウイラードはベンとともに復讐を誓い、その夜、数百匹のネズミとともに会社に向かった。
だが、その復讐劇は、ウイラードにとっても悲劇の始まりだった。

## キャスト
| 役名         | 俳優                     | 日本語吹替                     | 日本語吹替                         |
| 役名         | 俳優                     | テレビ朝日版                   | 日本テレビ版                       |
| ------------ | ------------------------ | ------------------------------ | ---------------------------------- |
| ウイラード   | ブルース・デイヴィソン   | 小川真司                       | 石津康彦                           |
| ジョーン     | ソンドラ・ロック         | 田島令子                       |                                    |
| ヘンリエッタ | エルザ・ランチェスター   | 中西妙子                       |                                    |
| アル         | アーネスト・ボーグナイン | 富田耕生                       |                                    |
| シャーロット | ジョディ・ギルバート     | 高橋和枝                       |                                    |
| アリス       | ジョーン・ショーリー     | 京田尚子                       |                                    |
| ブラント     | マイケル・ダンテ         | 玄田哲章                       |                                    |
| その他       |                          | 二見忠男 梓欣造                |                                    |
|              |                          |                                |                                    |
| 演出         | 演出                     | 小林守夫                       |                                    |
| 翻訳         | 翻訳                     | 宇津木道子                     |                                    |
| 効果         | 効果                     | 遠藤堯雄                       |                                    |
| 調整         | 調整                     | 前田仁信                       |                                    |
| 制作         | 制作                     | 東北新社                       |                                    |
| 解説         |                          |                                |                                    |
| 初回放送     | 初回放送                 | 1979年7月29日 『日曜洋画劇場』 | 1974年7月10日 『水曜ロードショー』 |

## エピソード
- ウイラードの家のシーンは、ロサンゼルスのウィンザー・スクエアにある Higgins-Verbeck-Hirsch Mansion で撮影された。1988年にロサンゼルス歴史文化記念物に指定された邸宅で、映画『ナイト・ウォーカー 夜歩く者』『死霊の世界ウィッチボード』『ワックス・ワーク』『エルヴァイラ』、ドラマ『探偵レミントン・スティール』『ハリウッド・ナイトメア』『ビバリーヒルズ高校白書』などの撮影でも使用されている[2]。
- スペイン語版のタイトルは「La Revolución de las Ratas（ネズミの革命）」[3]。
- 主演のブルース・デイヴィソンのオーディオコメンタリーによると、ネズミとのほとんどのシーンは30～40テイクを要し、ネズミが板づたいに駆け降りる場面は撮影に丸1日かかったという。調教にはネズミの大好物であるピーナッツバターが使われ、襲われる場面では全身にピーナッツバターを塗りネズミを引きつけていた。ネズミが大挙して押し寄せるラストは500～600匹が放たれたが、続編『ベン』では2000匹のネズミが投入されている[4]。
- ウイラードが毒入りのエサを作るシーンで、ベンを机から降ろすスタッフの姿が食器棚のガラス左下に映り込んでいる[5]。